# Distretto di Bhola
Il distretto di Bhola è un distretto del Bangladesh situato nella divisione di Barisal. Si estende su una superficie di 3.403,48 km² e conta una popolazione di 1.776.795 abitanti (dato censimento 2011).

## Suddivisioni
Il distretto si suddivide nei seguenti sottodistretti (upazila):
- Bhola Sadar
- Daulatkhan
- Burhanuddin
- Tazumuddin
- Lalmohan
- Char Fasson
- Manpura